# Rašomon (1950.)
Rašomon (jap. 羅生門, Rashōmon) japanski je film redatelja Akira Kurosawe i snimatelja Kazua Miyagava. U glavnim ulogama pojavljuju se Toširō Mifune, Takaši Šimura, Mačiko Kyō, Masayuki Mori i Minoru Čiaki. Film je temeljen na dvjema pričama Ryūnosukea Akutagave ("Rašomon" je podloga za okruženje, a "U lugu" za likove i radnju).
Za Rašomon se može reći kako je predstavio Kurosawu i japansku kinematografiju zapadnoj publici, a smatra se jednim od njegovih remek-djela. Film je osvojio Zlatnog lava na Venecijanskom filmskom festivalu, a na 24. dodjeli Oscara mu je uručena počasna nagrada.

## Sinopsis
Film opisuje silovanje žene i kasnije ubojstvo njezina muža kroz iznimno različite priče četiriju svjedoka, uključujući silovatelja te, preko medija, mrtvog muškarca. Priče su međusobno kontradiktorne, što ostavlja gledatelju prosudbu koja je od njih, ako ijedna, točna. Priča se razvija u prisjećanjima četiriju likova - bandita Tađōmarua, ubijena samuraja, njegove žene i bezimenog drvosječe - na događaje koji su se odvili jednog poslijepodneva u lugu. Ali to je isto tako prisjećanje u prisjećanju jer priče svjedoka razuzdanom pučaninu iznose drvosječa i svećenik dok u razrušenoj stražarnici zvanoj Rašomon čekaju završetak kišne oluje.

### Drvosječa
Bezimeni drvosječa tvrdi, kako je prije tri dana pronašao tijelo žrtve (samuraja) dok je u šumi tražio drvo za potpalu. Nakon što je otkrio tijelo, pobjegao je u panici potražiti vlasti.

### Svećenik
Putujući budistički svećenik tvrdi kako je vidio samuraja i ženu istog dana kad se dogodilo ubojstvo.

### Bandit
Tađōmaru, zloglasni razbojnik, tvrdi da je prevario samuraja da skrene s planinskog puta s njim u potrazi za drevnim mačevima koje je pronašao. U lugu je zavezao samuraja za drvo, a zatim se vratio po ženu. Planirao je silovati ženu, koja se isprva pokušavala braniti. Nakon što je uhvaćena, popustila je pod muževim pogledom te ju je bandit "zaveo". Žena, ispunjena sramom, počela ga je zatim moliti za dvoboj do smrti s njenim mužem, kako bi je spasili krivnje i srama od znanja da dvojica muškaraca znaju za njezinu sramotu. On je časno oslobodio samuraja kako bi se mogli suočiti u dvoboju. U Tađōmaruovu prisjećanju borili su se vješto i oštro, ali je na kraju pobjedu odnio Tađōmaru, a žena je pobjegla. Na kraju priče, upitaju ga za skupocjeni bodež koji je posjedovala samurajeva žena: on kaže da je bio zbunjen i zaboravio na nj te da je bilo glupo od njega što je iza sebe ostavio tako vrijedan predmet.

### Samurajeva žena
Samurajeva žena tvrdi da je nakon što ju je silovao Tađōmaru, koji ju je ostavio u jecajima, molila svoga muža da joj oprosti; on ju je samo hladno gledao. Ona ga je zatim oslobodila i molila da je ubije kako bi imala mir. On je nastavio zuriti u nju pogledom punim prijezira. Njegov pogled joj je rasporio dušu te ga je ona bezuspješno molila da je ubije, a zatim je se onesvijestila s bodežom u ruci. Probudila se i pronašla muža mrtvog s bodežom u prsima. Prisjeća se kako se pokušala ubiti, uključujući pokušaj da se utopi nešto kasnije u jezeru, ali nije uspjela.

### Samuraj
Preminuli samuraj preko medija tvrdi da je Tađōmaru, nakon što je njega zarobio i nakon što mu je silovao ženu, nju zamolio da pođe s njim. Ona je pristala i zamolila Tađōmarua da ubije njenog muža kako ne bi osjećala krivnju pripadanja dvojici muškaraca. Tađōmaru ju je šokiran ovim zahtjevom zgrabio i dao samuraju na izbor hoće li pustiti ženu ili je ubiti. ("Nakon toga", prisjetio se mrtvi samuraj, "umalo sam oprostio banditu.") Žena je pobjegla, a Tađōmaru je, nakon što ju je pokušao ponovno uhvatiti, odustao i oslobodio samuraja. Samuraj se zatim ubio vlastitim bodežom. Duh zatim spominje kako je netko uklonio bodež iz njegovih prsiju; nakon što je to čuo (ili preciznije, u sekvenci suđenja nakon što to biva izrečeno), drvosječa se preplaši i ustvrdi kako mrtvac sigurno laže jer je ubijen mačem.

### Drvosječa ponovno
Drvosječa zatim kaže kako je njegov raniji pogled bio laž, tvrdeći kako se nije htio previše upletati. Priznaje da je ipak svjedočio silovanju i ubojstvu. Kaže kako je Tađōmaru silovao samurajevu ženu i zatim molio uplakanu ženu da se uda za njega. Ona mu je odgovorila kako odluka nije na njoj, oslobodila muža i nastavila jecati. Samuraj je rekao kako nije spreman umrijeti za ženu poput nje te da bi više oplakivao gubitak svog konja, nego svoje žene. Čuvši te riječi, Tađōmaru je izgubio interes za samurajevu ženu i spremao se otići. Samurajeva žena nastavila je jecati, sada još jače, što je nagnalo njenog muža da od nje zatraži da prestane plakati. Tađōmaru je uzvratio kako su samurajeve primjedbe "neljudske" od njega jer, prema Tađōmaruovim riječima, "žene su slabe" i ne mogu si pomoći da ne plaču. Žena se na to razjarila djelomice na muževo oklijevanje da zaštiti svoju ženu, a djelomice na Tađōmaruovu hladnoću, čija se strastvena naklonost ubrzo pretvorila u čisto sažaljenje. U izljevu bijesa potaknula je dvojicu muškaraca da se bore za nju, što je čini se požalila čim su se muškarci upustili u patetični dvoboj, više da sačuvaju vlastiti obraz u odnosu jedan na drugoga nego iz stvarne naklonjenosti ženi. Nakon patetične borbe, Tađōmaru je pobijedio u dvoboju, više srećom nego vještinom i ubio samuraja koji se pokušavao izvući iz grmlja. Vidjevši muževu smrt, žena je vrisnula od užasa i pobjegla od Tađōmarua koji joj je pokušao pristupiti. Tađōmaru je, nesposoban da je slijedi, uzeo samurajev mač i napustio mjesto događaja šepajući.

### Vrhunac
U hramu, drvosječu, svećenika i pučanina u raspravi o drvosječinoj priči prekida zvuk uplakanog djeteta. Pronalaze napušteno dijete u košari, a pučanin uzima kimono i amajliju koji su ostavljeni uz bebu. Drvosječa mu prigovori što krade od napuštenog djeteta, ali pučanin ga počne zapitkivati o ženinu bodežu; drvosječa ne odgovara, a pučanin shvaća cijelu priču i otkriva istinu: da je i drvosječa lopov, da je ukrao bodež korišten u ubojstvu samuraja. Pučanin, smiješeći se i smijuljeći se vlastitim oštroumnim zapažanjima, ustvrdi kako su svi ljudi sebični te da svi ljudi na kraju gledaju svoj interes.
Ove varke i laži uzdrmaju svećenikovu vjeru u humanost. Ipak, vjeru mu vraća drvosječa koji poseže za djetetom iz njegova naručja. Nakon prvotnog prigovora drvosječi ("Pokušavaš li uzeti sve što mu je preostalo?") smekša se nakon što mu drvosječa objasni kako kod kuće ima šestero djece te da još jedno neće prouzrokovati poteškoće. Ovo jednostavno objašnjenje baci novo svjetlo na drvosječinu priču i kasniju krađu bodeža. Film završava s drvosječom koji odnosi dijete kući. Kiša je prestala, a oblaci su se razišli otkrivajući sunce što je u suprotnosti s početkom kad je bilo naoblaka.

## Nagrade
- Plave vrpce (1951.) - najbolji scenarij: Akira Kurosava i Šinobu Hašimoto
- Mainichi Film Concours (1951.) - Najbolja glumica: Mačiko Kyō
- Nacionalni ured za kritiku, SAD (1951.) - Najbolji redatelj: Akira Kurosava i najbolji strani film: Japan
- Venecijanski filmski festival (1951.) - Zlatni lav: Akira Kurosava
- Oscari, SAD (1953.) - Počasni Oscar
- Ceh američkih redatelja, SAD (1953.) - Najbolji redatelj: Akira Kurosava

## Utjecaj

### Odjek u Japanu
Film je producirao Daiei. Nakon što je na Zapadu dočekan pozitivnim recenzijama, japanski su kritičari bili zbunjeni; neki su samo rekli kako mu se tamo dive jer je "egzotičan", drugi da je uspio jer je više "zapadnjački" od većine japanskih filmova.
U nizu interpretacija Rašomona, Donald Richie piše da "ograničenja 'japanske' misli nisu obuzdali redatelja, koji se pri tom pridružio svijetu u cjelini". Citira i Kurosavu kako kritizira način na koji "Japanci nedovoljno cijene [japanske] stvari."

### Utjecaj izvan Japana
Film se 1951. pojavio na Venecijanskom filmskom festivalu zaslugom učiteljice talijanskog jezika, Giuliane Stramigioli koja ga je predložila talijanskoj agenciji za filmsku promociji Unitalia Film tražeći da se na festivalu prikaže japanski film.
Međutim, Daiei Motion Picture Company (tadašnji producent popularnih dugometražnih filmova) i japanska vlada nisu se složili izborom Kurosavina djela uz objašnjenje kako "nedovoljno predstavlja japansku filmsku industriju" i prijedlog da bi rad Yasuđiroa Ozua bio ilustracija izvrnosti u japanskoj kinematografiji.
Unatoč ovim uvjetima, film je prikazan na festivalu i osvojio nagradu talijanskih kritičara i Zlatnog lava - predstavivši zapadnjačkoj publici Kurosavine filmove i tehnike, kao što su izravno snimanje u sunce i korištenje zrcala za odraz sunčeve svjetlosti u lica glumaca.
Western Bijes iz 1964. s Paulom Newmanom, Claire Bloom i Edwardom G. Robinsonom, bio je prerada Rašomona.
Koncept filma izvršio je utjecaj na brojne kasnije radove, kao što su filmovi Heroj, Točka prednosti, Hrabrost pod paljbom, Privedite osumnjičene, Što muškarci žele, Ubojite misli i Tko je smjestio Crvenkapici.
Koncept je korišten i u epizodama televizijskih serija, obično uz pretjerivanje zbog humornih efekata. Primjeri su Boomtown, Zvjezdane staze: Nova generacija, Frasier, A Different World, Mama's Family, CSI, Zovem se Earl, Veronica Mars, Good Times, Dosjei X, Happy Days, The Famous Jett Jackson, Kappa Mikey, Princ iz Bel Aira, All in the Family, Carter Country, Garfield and Friends, Alvin and the Chipmunks, "The Restless Gun", Farscape, The Simpsons i Skunk Fu. U epizodi Dexterova laboratorija čak je imitirana šumska udolina za pozadinu. Prvi čin mjuzikla Michaela Johna LaChiuse, See What I Wanna See temeljen je na istim kratkim pričama Ryūnosukea Akutagave i uključuje junaka koji ide u kino pogledati Rašomon. U epizodi serije Slava temeljene na filmu, okruženje stražarnice Rašomon zamijenjeno je kazališnim zastorom, a dvojica likova se sklanjaju kako bi pričekali da prestane kiša; nakon što se cijela priča razotkrila u prisjećanju kamera se pomiče unatrag i otkriva kako kazališni zastor najavljuje "Kurosavin festival".

## Stil

### Utjecaj nijemog filma i moderne umjetnosti
Kurosawino divljenje prema nijemom filmu i modernoj umjetnosti može se vidjeti u minimalističkim setovima filma. Kurosava je smatrao da zvučna kinematografija potencira kompleksnost filma: "Filmski zvuk nikad nije tek pratnja, nikad tek ono što je zvučni stroj uhvatio dok ste snimali scenu. Stvarni se zvuk nikad samo ne dodaje slikama, on ih multiplicira." Govoreći o Rašomonu, Kurosava je rekao, "Volim nijeme filmove i uvijek sam ih volio ... Htio sam vratiti djelić te ljepote. O tome sam mislio, sjećam se, na sljedeći način: jedna od tehnika moderne umjetnosti je pojednostavljenje te zato moram pojednostaviti ovaj film."
U filmu postoje samo tri okruženja: stražarnica Rašomon, šuma i sudsko dvorište. Vrata i dvorište vrlo su jednostavno građeni, a šuma je stvarna. To je vjerojatno posljedica niskog proračuna koji je Kurosawa dobio od Daieia.

### Kurosavin odnos s glumcima
Kad je Kurosawa snimao Rašomon, glumci i ekipa su živjeli zajedno, što je sustav koji je redatelj smatrao korisnim. Prisjetio se: "Bili smo jako mala grupa i snimanje Rašomona bilo je naporno svakog dana i svake noći. U takvim okolnostima možete o svemu razgovarati i biti jako blizak." Jedan od rezultata njegove bliskosti ogleda se u izvedbi Tošira Mifunea: dok su glumci i Kurosava čekali da se sagradi set, gledali su film o Africi koji je režirao Osa Johnson. Film je uključivao neke kadrove rikanja lavova, a Kurosava je predložio da Mifune odigra bandita kao lava. Mifuneova izvedba zato je bila divlja, gotovo neljudska.

### Fotografija
Snimatelj, Kazuo Miyagava, pridonio je brojnim idejama i potporom. Na primjer, u jednoj sekvenci postoji niz jednodijelnih kadrova bandita, zatim žene, a zatim muža, koji se nakon toga ponavljaju kako bi naglasili triangularni odnos između njih.
Korištenje kontrastnih kadrova je još jedan primjer tehnika u Rašomonu. Prema Donaldu Richieju, duljina kadrova žene i bandita ista je kad je bandit barbarski lud, a žena histerično luda.
Rašomon je prvi film u kojem se snimalo izravno u sunce. U kadrovima glumaca, Kurosava je htio koristiti prirodno svjetlo, ali je ono bilo preslabo; riješili su problem korištenjem zrcala koja su odražavala prirodno svjetlo. Htio se postići rezultat snažni svjetlosni izgled kao da je svjetlo putovalo kroz krošnje kako bi pogodilo glumce. Kiša u filmu morala je biti obojena u crno jer leće kamere nisu mogle uhvatiti kišu dobivenu od čiste vode.

### Montaža
Stanley Kauffman u The Impact of Rashomon piše kako je Kurosava često snimao scenu s nekoliko kamera istodobno, tako da bi mogao "slobodno rezati film i sastavljati dijelove koji su uhvatili intenzitet akcije, kao da leti od jednog dijela do drugog." Unatoč ovome, koristio je i kratke kadrove zajedno kako bi publika pomislila da gledaj jedan kadar; Richie u svojem eseju kaže da "u cjelini filma postoji 407 odvojenih kadrova ... To je dvaput više nego u uobičajenom filmu, a opet ti kadrovi nikad ne skreću pozornost na sebe."

### Simboličko korištenje svjetla
Robert Altman divio se korištenju svjetla u filmu. Komplimentirao je na Kurosavinoj upotrebi "pjegastog" svjetla tokom cijelog filma, što likovima i okruženju dodaje dodatnu dvoznačnost. U svojem eseju "Rashomon" Tadao Sato sugerira da film (obično) koristi sunčevu svjetlost da simbolizira zlo i grijeh u filmu, tvrdeći kako se žena podaje banditovim željama nakon što ugleda sunce. Međutim, Keiko I. McDonald u svojem se eseju "The Dialectic of Light and Darkness in Kurosawa's Rashomon" suprotstavila Satovoj teoriji. McDonald kaže da film konvencionalno koristi svjetlo kako bi simbolizirao "dobro" ili "razum" i tamu kako bi simbolizirao "loše" ili "impuls". Scenu koju je spomenuo Sato ona interpretira drugačije, ističući da se žena podaje banditu nakon što sunce lagano iščezava. McDonald otkriva i kako je Kurosava čekao da se pojavi veliki oblak iznad stražrnice Rašomon kako bi snimio posljednju scenu u kojoj drvosječa odnosi napušteno dijete kući; Kurosava je htio pokazati da bi uskoro mogla početi još jedna mračna kiša, iako je nebo u tom trenutku vedro. Na žalost, posljednja se scena čini optimističnom jer je bilo presunčano i vedro da bi se proizveo efekt oblačnog neba.

## Alegorijski i simbolični sadržaj
Zbog svojih naglašavanja subjektivnosti istine i nesigurnosti činjenične točnosti, Rašomon su neki tumačili kao alegoriju na poraz Japana na kraju Drugoga svjetskog rata. Članak Jamesa F. Davidsona "Memory of Defeat in Japan: A Reappraisal of Rashomon" objavljen u prosinačkom izdanju Antioch Reviewa iz 1954., rana je analiza elemenata poraza u Drugom svjetskom ratu.
Druga alegorijska interpretacija filma kratko je spomenuta u članku "Japan: An Ambvivalent Nation, an Ambvivalent Cinema" Davida M. Dressera. U njemu se film doživljava kao alegorija na atomsku bombu i japanski poraz. Kratko se spominje i pogled Jamesa Goodwina na utjecaj post-ratnih elemenata na film.
Međutim, Akutagavina priča "U lugu" od filma je starija 28 godina i samim time bi svaka namjerna poslijeratna alegorija bila rezultat Kurosawina utjecaja (više na temelju uokvirivanja priče nego samih događaja).
Simbolizam je prisutan tokom cijelog filma, a o tome je puno i pisano. Vodeći se tradicijom, Miyagava je izravno snimao sunce kroz krošnje drveća, kao da želi pokazati kako istina počinje nejasna. Ulazna vrata kojima se neprestano vraćamo kao na 'polaznu' lokaciju za naraciju služi kao vizualna metafora za ulaz u priču, a činjenica da ih trojica muškaraca na vratima postupno ruše i spaljuju kako priča napreduje je komentar o prirodi istine onoga o čemu govore.

## Utjecaj na filozofiju
- Rašomon igra središnju ulogu u dijalogu Martina Heideggera između japanske osobe i ispitivača. Nakon što ispitivač u ranoj fazi pohvali film kao vodič u "misteriozni" japanski svijet, japanska osoba prekori film jer je previše europski i ovisan o određenom objektiviziranom realizmu, a ne prisutan u tradicionalnom japanskom noh kazalištu.[9]
- Politolog Graham Allison je tvrdio da je koristio Rašomon kao početnu točku za svoje veliko djelo, Essence of Decision, u kojem je ispričao priču o Kubanskoj raketnoj krizi iz tri različita teoretska gledišta (tako da je kriza opisana i objašnjena na tri potpuno različita načina).

## Vanjske poveznice
- Rašomon u internetskoj bazi filmova IMDb-a
- Esej Stephena Princea  Arhivirana inačica izvorne stranice od 25. rujna 2008. (Wayback Machine)
- Esej Akire Kurosave  Arhivirana inačica izvorne stranice od 25. rujna 2008. (Wayback Machine)